# Recording Industry Association of America
Recording Industry Association Of America (abreviat: RIAA) este o asociație din S.U.A. care reprezintă cea mai mare parte a industriei muzicale și este responsabilă de certificarea vânzărilor record din Statele Unite ale Americii. Membrii săi sunt case de discuri și distribuitori, care după asociația RIAA „creează, produc și distribută aproximativ 85% din toate producțiile sonore produse și vândute în Statele Unite”.
RIAA a fost format în 1952 pentru a gestiona standardul de calitate a înregistrarilor ce inițial s-a denumit curbă de egalizare RIAA, care este tehnica care standardizează în frecvență de răspuns discurilor de vinil în timpul fabricării și utilizării. RIAA a continuat participarea, crearea și gestionarea tehnici standardizate pentru cele mai recente creări de sisteme de redare a industriei muzicale, inclusiv: benzi magnetice (inclusiv casete audio și casete audio digitale), CD-uri, și software. 
RIAA, de asemenea, participă la colectarea, gestionarea și distribuirea licențelor de muzică și a redevențelor, este responsabil pentru Certificatele de aur și platină a albumelor și single-urilor în S.U.A., în plus de recolectarea de date de vânzări, și listele de cele mai bine vândute albume și cele mai bine vândute single-uri.

## Structură și vânzările companiei
Din anul 2011, directorul general este Cary Sherman. Predecesorul său Mitch Bainwol activând în această funcție din 2003 până în 2011. Acesta este asistat de Mitch Glazier - vicepreședinte și Steven M. Marks, președintele Consiliului de Administrație, care este alcătuit din 26 de membri care provin din cele mai mari companii din RIAA numite Big Four (Cele Mari Patru în limba română) acestea fiind:
- EMI
- Sony Music Entertainment
- Universal Music Group
- Warner Music Group

RIAA reprezintă în jur de 1600 de companii, care sunt societăți private, cum ar fi casele de discuri și distribuitori, care creează și distribuie în mod colectiv un procentaj ridicat de muzica vândută în Statele Unite, valoarea totală de vânzări a membriilor din RIAA este multimilionară, chiar dacă acesta a fost în declin, un exemplu este faptul că a raportat $10.4 miliarde dolari în 2007, reflectând o scădere a vânzărilor față de 1999, în care au fost raportate la $14.6 miliarde de dolari.

## Certificări
Ierarhia certificatelor pentru vânzările de albumuri și single-uri e următoarea:
- Aur: 500.000 unități
- Platină: 1.000.000 unități
- Multi-platină: 2.000.000 unități - (certificatele multi-platină sunt acordate pentru fiecare vânzare de un milion de unități)
- Diamant: 10.000.000 unități

Clasificarea certificărilor pentru videouri muzicale de format lung(DVD, VHS, albumuri live și complilații):
- Aur: 50.000 unități
- Platină: 100.000 unități
- Multi-platină: 200.000 unități

Paul McCartney este singurul care a fost recompensat pentru cariera sa cu un disc de Rodiu în 1979 de către Guinness World Records pentru cele 100 de milioane de discuri vândute(albumuri și single-uri). Nici un alt artist din lume nu a primit un asemenea premiu, acest disc este net superior tuturor celorlalte.

## Recorduri
Clasamentul artiștilor după numărul de albumuri vândute:
| Poziție | Artist          | Vânzări(în milioane de unități) |
| ------- | --------------- | ------------------------------- |
| 1       | The Beatles     | 177                             |
| 2       | Elvis Presley   | 134.5                           |
| 3       | Garth Brooks    | 128                             |
| 4       | Led Zeppelin    | 111.5                           |
| 5       | Eagles          | 100                             |
| 6       | Billy Joel      | 81,5                            |
| 7       | Michael Jackson | 75                              |
| 8       | Pink Floyd      | 74.5                            |
| 9       | Elton John      | 72                              |
| 10      | AC/DC           | 71.5                            |

Clasamentul artiștilor după numărul de single-uri digitale vândute:
| Poziție | Artist              | Vânzări(în milioane de unități) |
| ------- | ------------------- | ------------------------------- |
| 1       | Taylor Swift        | 44                              |
| 2       | Rihanna             | 42.5                            |
| 3       | Katy Perry          | 29.5                            |
| 4       | Lady Gaga           | 28.5                            |
| 5       | Kanye West          | 25                              |
| 6       | Flo Rida            | 24,5                            |
| 7       | Justin Bieber       | 24                              |
| 8       | Adele               | 22                              |
| 9       | The Black Eyed Peas | 22                              |
| 10      | Eminem              | 21                              |

### Cele mai vândute albume
Topul celor mai vândute albume:
1. 29 de discuri de platină : Thriller de Michael Jackson
2. 29 de discuri de platină : Their Greatest Hits (1971-1975) de Eagles
3. 23 de discuri de platină : Led Zeppelin IV de Led Zeppelin
4. 23 de discuri de platină : The Wall de Pink Floyd
5. 23 de discuri de platină : Greatest Hits, Vols. 1 & 2 de Billy Joel
6. 22 de discuri de platină : Back in Black de AC/DC
7. 21 de discuri de platină : Double Live de Garth Brooks
8. 20 de discuri de platină : Come On Over de Shania Twain
9. 19 de discuri de platină : The Beatles de Beatles
10. 19 de discuri de platină : Rumours de Fleetwood Mac